# MMCR

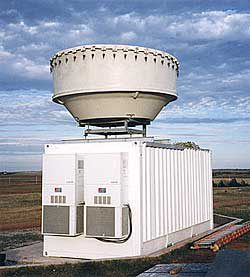
Ein MMCR in der Übersicht

MMCR (Millimeter-wave cloud radar) bezeichnet ein bedienerloses Wolkenradar im Millimeterwellen-Bereich.

## Anwendungen
Wolkenradare spielen eine große Rolle bei der Erforschung des Einflusses von Wolken auf das Klima. Dieser Einfluss drückt sich aus zum einen in der Rolle, die Wolken im Strahlungstransfer durch die Erdatmosphäre spielen und zum anderen, da sie eine wichtige Verbindung im Wasserkreislauf der Erde sind.
Hintergrund
Das amerikanische Committee on Earth Sciences (CES) erkannte 1989 diesen Einfluss, und 1994 initiierte das amerikanische Department of Energy ein Programm zur Messung der atmosphärischen Strahlung (Atmospheric Radiation Measurement program, ARM), wodurch zahlreiche Forschungsprojekte angeregt wurden, unter anderem die Entwicklung eines MMCR zur regelmäßigen Untersuchung von makro- und mikrophysikalischen Wolkeneigenschaften wie Schichthöhe, -anzahl, horizontale Ausdehnung, Partikelgröße, -konzentration und Flüssigwasseranteil. Bisherige episodische Wolkenuntersuchungen mit Ballonsonden oder Flugzeugen wiesen nicht die benötigten Überwachungsfähigkeiten auf.
Entwicklung
Die Entwicklung des MMCR geht auf das US-amerikanische Militär zurück. Dort wurden bereits in den späten 1960er und frühen 70er Jahren 35-GHz-Radare (entspricht etwa einer Wellenlänge λ von 8,7 mm) eingesetzt. Die vertikal ausgerichteten AN/TPQ-11 hatten zwar weder Doppler- noch Zweifach-Polarisationsfähigkeit, konnten Wolkenstrukturen aber trotzdem recht gut erfassen. Die Hardware war sehr problemanfällig, vor allem der Hochleistungs-Magnetfeldröhren-Sender (high-power magnetron transmitter). Trotz der Außerdienststellung der Anlagen in den 1970er Jahren beschäftigten sich in den 80er Jahren einige Forschungsgruppen weiter mit Radaren im Millimeter-Wellenlängenbereich (z. B. Pasqualucci et al. 1983, Hobbs et al. 1985, Lhermitte 1987).
In den 1990er Jahren wurden die Forschungen verstärkt, nachdem die bedeutende Rolle von Wolken im Klimawandel festgestellt wurde (siehe oben). Zeitgleich kamen zahlreiche ingenieurtechnische Neuerungen auf den Markt, und neu konstruierte bzw. umfangreich erneuerte Wolkenradare wurden in verschiedenen aktuellen Forschungen eingesetzt (z. B. bei Albrecht et al. 1990, Kropfli et al. 1990, Pazmany et al. 1994, Clothinaux et al. 1995).
Beim Environmental Technology Laboratory (ETL) der amerikanischen Wetter- und Ozeanografiebehörde (NOAA) entwickelte man in den frühen 1980er Jahren den so genannten NOAA/K-Radar. Dieser ist, durch fortlaufende Verbesserungen, heute noch weltweit im Einsatz, benötigt aber ständige Betreuung durch einen Wissenschaftler und einen Ingenieur. Seine Fähigkeiten, unter anderem die gute Erkennung von mehrschichtigen Wolkenstrukturen, veranlassten das ETL, einen neuen, bedienerlosen Wolkenradar für das ARM-Programm zu entwickeln. Das MMCR ist die Weiterentwicklung des NOAA/K, hat außer der verwandten Wellenlänge λ von 8,7 mm aber nur wenige Gemeinsamkeiten. Im November 1996 ging der erste MMCR auf dem Wolken- und Strahlungs-Messfeld (CART) von ARM im Norden von Oklahoma (USA) in Betrieb.

## Aufbau und Eigenschaften
Äußerlich besteht das MMCR aus einer senkrecht nach oben gerichteten Parabolantenne, die auf einem klimatisierten Schiffscontainer montiert ist. Die Antenne hat einen Durchmesser von 3 m (einige Versionen haben einen Durchmesser von 2 m, dadurch bessere Transportierbarkeit), der Container misst 2,5 × 2,5 × 6 m.
Im Innern des Containers befindet sich die Elektronik und Computertechnik, die für die Speicherung und Auswertung der Messdaten, die Kalibrierung der Anlage, sowie die Weiterleitung der Daten via Internet zuständig ist. Über Internet ist es auch möglich, die Anlage und alle Messoptionen fernzusteuern sowie eine Echtzeitanzeige der Messwerte und des Zustandes der gesamten Anlage zu bekommen.
Das MMCR besitzt durch die vertikale Ausrichtung des Radarstrahls optimale Voraussetzungen für die Erfassung von Wolkengrenzen (z. B. Ober- und Untergrenzen von Wolken), sowie durch die Dopplerfähigkeit die Geschwindigkeit von Wolken. Der schmale Ausstrahlwinkel von 0,2° (bzw. 0,3° unter Berücksichtigung des Saumbereichs des Strahls) führt zu einer Strahlbreite von 35 bis 50 m in einer Höhe von 10 km (bzw. 105 m in 30 km Höhe). Durch diese geringe Breite ist eine quasi-Punktbetrachtung der Atmosphäre direkt über dem Radar möglich. Die Visualisierung erfolgt in einer Tabelle in Form eines Höhen-Tageszeit-Diagramms. Das MMCR arbeitet in einem Wellenlängenbereich λ von 3,1 mm (W-Band) bis 8,7 mm (Ka-Band, entsprechen einer Frequenz f von 94 bis 35 GHz).
```
Ausstrahlwinkel//vertikale Auflösung//Reichweite(Höhe)//Wellenlängenbereich
```

MMCR    0,2–0,3°    //      ca. 50 m     //  10–30 km      //   3,1–8,7 mm

## Vor- und Nachteile
Obgleich es speziell für die Wolkenbeobachtung entwickelt und konstruiert wurde, gibt es Nachteile gegenüber anderen Beobachtungssystemen (s. u.), die auf Grund der speziellen Konstruktion auftreten.
Die sehr kurze Wellenlänge ermöglicht zum einen eine sehr hohe räumliche Auflösung und macht die Messungen nahezu unempfindlich gegenüber Echostrahlung. Nachteil dieser kurzwelligen, relativ schwachen Strahlung ist aber die hohe Empfindlichkeit gegenüber Regeneffekten und die dadurch verminderte Reichweite, auch verglichen mit Niederschlagsradar, welches in längeren Wellenlängenbereichen arbeitet. Durch diesen Umstand liefert das MMCR nur unter niederschlagsfreien Bedingungen bis maximal leichtem Regen bzw. Sprühregen zuverlässige Ergebnisse. Der Einfluss von Flüssigwasser in Wolken oder Wasserdampf ist bei einem Wellenlängenbereich λ von 3 mm größer als bei 8 mm, aber allgemein nicht schwerwiegend. Besonders bei bodengebundenen Messungen wird daher das Ka-Band bevorzugt. Eiskristalle oder Schnee verursachen nur sehr geringe Abschwächungen, weswegen auch starke Schneestürme kaum Abschwächungen verursachen.

## Vergleich mit anderen Radarsystemen
Neben dem MMCR gibt es zwei weitere Arten von meteorologischen Radarsystemen, die in der Lage sind, Wolken zu beobachten: Windprofiler und Niederschlagsradar. Jedoch bedingt durch deren primären Einsatz für andere Zwecke und die damit verbundenen unterschiedlichen Messmethoden und -prioritäten eignen sie sich nicht gleich gut für die Untersuchung von Wolken. Niederschlagsradar und Windprofiler können Wolken nur in bestimmtem Umfang erfassen.
|                    | Wellenlängen            | Auflösung  | Reichweite | Nachteile                  |
| Windprofiler       | 6 m-33 cm (VHF-UHF)     | 60–500 m   | 5–20 km    | schlechte Auflösung        |
| Niederschlagsradar | 10-3 cm (S- bis X-Band) | 150–1000 m | 100–450 km | flacher Betrachtungswinkel |
| MMCR               | 9–3 mm (Ka-bis W-Band)  | 30–90 m    | 10–30 km   | starker Regeneffekt        |

## Sturmüberwachungs-Niederschlagsradar
Das Sturmüberwachungs-Niederschlagsradar des amerikanischen National Weather Service, WSR-88D (NEXRAD) arbeitet mit einer Wellenlänge von 3 cm (das so genannte X-Band) bis 10 cm (S-Band). Diese Wellenlänge ist etwa eine Zehnerpotenz länger als die des automatischen Wolkenradars (3 bis 8 mm, W- bis Ka-Band). Dadurch ist das Bodenecho, das durch den Radar erzeugt wird, wesentlich einflussreicher, da es im Vergleich zum Signal kaum abgeschwächt wird, und somit erst in großer Entfernung (ab etwa 15 km) zuverlässige Messungen gemacht werden können. Weitere Probleme sind der flache Betrachtungswinkel, wodurch die Vertikalstruktur der Atmosphäre nur ungenügend erfasst werden kann, sowie die geringe räumliche Auflösung und die oben genannte zeitliche Inkonsistenz, also der nicht dauerhafte Einsatz von Sturmüberwachungs-Niederschlagsradaren an einem Ort.

## Radar-Windprofiler
Obwohl Radar-Windprofiler mit sehr viel größeren Wellenlängen arbeiten (33 cm bis 6 m, UHF bis VHF), besitzen auch sie die Fähigkeit, sowohl Wolken als auch Niederschlag zu beobachten (siehe White et al. 1996, Orr und Martner 1996, Ralph et al. 1995). Jedoch bedingt durch den eigentlichen Einsatzzweck von Windprofilern – Horizontalwinde in Höhen von 5 bis 20 km zu messen – besteht nur eine bedingte Sensibilität für kleine Wolkenpartien. Neuartige Entwicklungen (siehe Ecklund et al. 1995) von Windprofilern im S-Band (10 cm Wellenlänge) ermöglichen jedoch neben der Niederschlagserfassung auch die Erfassung stärker reflektierender Wolken mit mittlerer räumlicher und zeitlicher Auflösung.